# エルミタージュ幻想
『エルミタージュ幻想』（エルミタージュげんそう、原題：Русский ковчег）は、2002年のロシアのファンタジー映画。監督はアレクサンドル・ソクーロフ。
撮影にはCineAltaHDW-F900を使用し、HDで撮影された。情報は非圧縮デジタルで100分記録できるハードディスクに記録されたため、90分の作品全体をワンカットで収録することができた。撮影は4回行なわれ、最初の3回は技術的な問題で中断したが、4回目は成功した。DVD特典には、撮影技術についてのドキュメンタリー映像が特典として収録されている。
NHKでは、2002年10月にハイビジョンスペシャルにて放送。